# Ака (Фукуока)
33°36′00″ пн. ш. 130°52′15″ сх. д. / 33.60000° пн. ш. 130.87083° сх. д.
Ака (яп. 赤村) — село в Японії, в префектурі Фукуока.